# رینلدی بچنتسی
رینلدی بچنتسی (انگلیسی: Ryneldi Becenti؛ زادهٔ ۱۱ اوت ۱۹۷۱) بازیکن بسکتبال اهل ایالات متحده آمریکا است.
از باشگاه‌هایی که در آن بازی کرده‌است می‌توان به فینکس مرکوری اشاره کرد.
وی در مسابقات کشوری و بین‌المللی در مجموع برندهٔ ۱ مدال برنز شده‌است.